# Митинка (Перемышльский район)
Ми́тинка — деревня в Перемышльском районе Калужской области. Входит в сельское поселение деревня Григоровское.

## География
Расположена на берегу реки Свободи, примерно в 29 километрах на северо-восток от районного центра — села Перемышль, на административной границе с Тульской областью. Рядом деревни Никитинка и Кузьменки.

## Население
| 2002 | 2010 |
| ---- | ---- |
| 5    | ↘2   |

## История
В 1858 году деревня (вл.) Митинка 2-го стана Лихвинского уезда, при речке Свабоди, 9 дворах и 49 жителях, по левую сторону от транспортного тракта из Калуги в Одоев.
К 1914 году Митинка — деревня Нелюбовской волости Лихвинского уезда Калужской губернии. В 1913 году население — 184 человека.
В годы Великой Отечественной войны деревня была оккупирована войсками Нацистской Германии с начала октября по конец декабря 1941 года. Освобождена в ходе Калужской наступательной операции частями 50-й армии генерал-лейтенанта И. В. Болдина.